# Су-1
Су-1 (І-135) — радянський експериментальний винищувач підвищеної висотності часів німецько-радянської війни.
Всього було побудовано два літаки:
- перший — дослідний літак І-135 (грудня 1940 року — Су-1) — на Харківському заводі 25 травня 1940 року,
- другий, який отримав позначення Су-3 — у 1941 році (випробування не проходив).

## Історія
Постанова Комітету Оборони «Про створення нових дослідних літаків винищувачів в 1939-40 рр.» зобов'язувала головного конструктора Павла Сухого і директора заводу Нейштадта спроєктувати й побудувати одномісний гарматний винищувач у двох примірниках із термінами пред'явлення на державні випробування в березні та липні 1940 року відповідно. Літак проєктували як винищувач підвищеної висотності — зокрема, застосовувалися два турбокомпресора ТК-2, металеве крило і дерев'яний фюзеляж. До висотних його віднести не можна було, оскільки гермокабіна для льотчика не передбачалося.
Відповідно до замовлення № 330 перший дослідний літак І-135 (з грудня 1940 року позначався як Су-1) був побудований на Харківському заводі 25 травня 1940 року і залізницею відправлений для проведення заводських льотних випробувань. 15 червня льотчик А. П. Чернавський зробив на ньому перший політ. 3 серпня він помилково посадив І-135 із прибраними шасі, літак отримав незначні пошкодження, і випробування були перервані. Після завершення ремонту, із середини вересня випробування І-135 продовжив льотчик П. М. Попельнюшенко. 2 жовтня в польоті сталося руйнування двигуна, але льотчику вдалося посадити літак. З 10 листопада, після заміни мотора, через хворобу П. М. Попельнюшенка польоти виконував В. П. Федоров. Випробування тривали до кінця квітня 1941 року. Були визначені основні льотні характеристики літака, досягнута швидкість 641 км/год на висоті 10 км. Однак турбокомпресори виявилися ненадійними, а без них літак поступався по вертикальному маневру вже запущеного в серію Як-1.

### Су-3
Другий примірник І-135 (замовлення № 360) добудовували на харківському заводі під керівництвом П. Д. Грушина. Відмінність літака від попередника полягала в меншій площі крила — 18,0 м². На цій машині, що отримала назву Су-3, провели ті самі доопрацювання, що і на Су-1.
У 1941 року літак у незакінченому вигляді направили на завод № 289. У повітря він так і не піднявся через сніг на заводському аеродромі. 

## Підсумки проєкту
16 квітня 1941 роки роботи з літаками Су-1 і Су-3 були припинені «…у зв'язку з виявиленою недоцільністю подальших робіт з проєктування, будівництва та випробування…». Їхня подальша доля маловідома. За деякими відомостями, Су-1 був знищений при бомбардуванні ешелону, що прямував у Новосибірськ. Су-3 перебував у новосибірському філії ЛІІ НКАП, де в березні — квітні 1942 року його використовували для випробувань у ході проведення НДР з «раціональності застосування ТК на сучасних винищувачах».

## Тактико-технічні характеристики

### Технічні характеристики
- Екіпаж: 1 людина
- Довжина: 8,42 м
- Розмах крила: 11,60 м
- Висота: 2,71 м
- Площа крила: 20,00 м²
- маса:
  - Маса порожнього: 2495кг
  - Максимальна злітна маса: 2875 кг
- Двигун: 1 ПД Климов М-105П
- Потужність: 1100 л. с.

### Льотні характеристики
- Максимальна швидкість на великій висоті: 641 км/год
- Максимальна швидкість у землі: 500 км/год
- Дальність польоту: 720 км
- Практична стеля: 12500 м

### Озброєння
- Стрілецько-гарматне озброєння:
  - одна 20-мм гармата ШВАК і два 7,62-мм кулемети ШКАС
- Бомбове навантаження: 100 кг бомб